# Полтава (лінкор)
«Полта́ва» — лінкор. Останній корабель серії з чотирьох російських дредноутів типу «Севастополь» (відомі також як тип «Гангут»), побудованих на початку XX сторіччя. З 7 січня 1926 року — «Михайло Фрунзе» (рос. Михаил Фрунзе).

## Історія проєкту
У квітні 1907 року імператор Микола II схвалила один із чотирьох варіантів «малої суднобудівної програми», метою якої було заповнення відновлення в ході Російсько-японської війни корабельного складу російського флоту. В рамках програми, між іншим, намічалося будівництво чотирьох лінійних кораблів так званого «дредноутного» типу. І хоча до 1909 року Державна дума відмовляла в закладці нових лінкорів, робота над проєктом тривала.
До середини травня 1907 року Морський технічний комітет визначився з основними тактико-технічними елементами і представив їх на затвердження морського міністра, після чого протягом півроку тривали уточнення, доповнення та узгодження різних параметрів. В остаточному варіанті технічних умов на проєктування корабля, затверджених у грудні 1907 року його водотоннажність його передбачалася на рівні 19—20 тисяч тон, швидкість ходу не менше 21 вузли, артилерійське озброєння повинно було складатися не менше ніж з дванадцяти 305-мм і шістнадцяти 120-мм гармат, товщина броньового поясу по ватерлінії повинна бути від 127 мм до 203 мм.
Влітку 1907 року морський міністр Росії адмірал Діков ухвалив рішення про проведення міжнародного конкурсу проєктів і наприкінці 1907 року Головне управління кораблебудування і постачань розіслало провідним російським заводам і іноземним фірмам запрошення взяти участь у конкурсі на найкращий ескізний проєкт лінійного корабля. Будівництво чотирьох лінійних кораблів планувалося здійснити силами російської промисловості, але при максимально можливому технічному сприянні фірми-переможниці. Всього до участі в конкурсі запросили шість вітчизняних заводів і двадцять одне іноземне підприємство. До 28 лютого 1908 року в Морське міністерство надійшов 51 проєкт від 18 конкурсантів. Найкращим був визнаний проєкт, представлений німецькою фірмою «Блом унд Фосс». За ним послідовно йшли проєкти Балтійського заводу та італійської фірми «Ансальдо». З політичних міркувань переможцем був визнаний Балтійський завод.
9 квітня 1909 року технічним бюро Балтійського заводу був підготовлений технічний проєкт. Миколи II дав особисту вказівку розпочати будівництво чотирьох кораблів: двох («Гангут» і «Полтава») на Адміралтейському заводі і двох («Севастополь» і «Петропавловськ») на Балтійському заводі..

## Будівництво корабля
Урочистості з приводу закладки усіх чотирьох кораблів відбулися в один день, 3 червня 1909 року. З метою прискорення розробки конструкторської документації, інженери і креслярі Адміралтейського заводу стали працювати спільно з співробітниками технічного бюро Балтійського заводу, випускаючи разом з ними робочі креслення на всі чотири кораблі. До січня 1910 року закінчилася розробка основних корпусних креслень.
Спуск «Полтави» на воду відбувся 27 червня 1911 року, проте переданий флоту корабель був лише 4 грудня 1914 року: після спуску роботи безпосередньо на всіх кораблях серії практично припинилися. Причина полягала в ненадходженні на суднобудівні заводи призначеного для монтажу на лінкорах обладнання, механізмів, озброєння. Фактично добудовні роботи почалися лише через півроку після спуску. Протягом 1912 року переважно велися корпусні роботи: встановлювалися головні бортові броньові пояси; обладнувалися по терміново переробленим кресленнями, у зв'язку з прийняттям на озброєння в 1911 році 305-мм снарядів нових зразків, артилерійські погреби; формувалися фундаменти під баштові установки.
Основний обсяг добудованих робіт припав на 1913 рік. За цей період були закінчені всі корпусні роботи. На кораблі завантажили обладнання енергетичних установок. В першій половині 1914 року були остаточно змонтовані 305-мм баштові установки і розпочалася підготовка кораблів до здавальним ходових випробувань.
У середині 1914 року, у зв'язку з початком Першої світової війни, було ухвалене рішення скоротити обсяг прийомо-здаточних випробувань. У міру готовності до ходових випробувань лінійні кораблі переводилися в Кронштадт.

## Історія служби

### 1915—1925 роки
Після приймальних випробувань лінкор перейшов в Гельсінгфорс, де базувався у складі першої бригади лінійних кораблів Балтійського флоту. У березні 1918 року брав участь у «Льодовому поході» з Гельсінгфорса в Кронштадт, а в жовтні був переведений до Петрограду для консервації.
24 листопада 1919 через недогляд вахтових в носовому котельному відділенні корабля виникла пожежа, яка тривала 15 годин. Через значні пошкодження, найсерйознішим з яких було повне вигоряння центрального артилерійського поста, відновлення корабля в тодішніх умовах було неможливим. Лінкор вирішили роззброїти, а механізми, обладнання, трубопроводи, кабель тощо використовувати для відновлення і ремонту трьох інших однотипних лінкорів. Постановою Ради праці та оборони від 2 вересня 1924 року з корабля були зняті залишки артилерійського озброєння.
На початку 1920-х років розглядалися різні проєкти перебудови корабля. Один з проєктів передбачав переробку колишнього лінкора в авіаносець для Чорноморського флоту. Проєктні вимоги до авіаносця були наступними: дві 76-мм гармати, по десять зенітних і протимінних гармат, чотири «аерогнізда», чотири підводних торпедних апарати; бронювання верхньої палуби 100-мм, борту — 250-мм плитами; швидкість ходу 30 вузлів, дальність плавання повним ходом 1800, економічним — 3800 миль. Передбачалося, що авіаносець зможе брати на борт 50 літаків. Однак проєкт так і не був реалізований.

### Лінкор «Фрунзе». 1926—1946 роки
Спроби повернути лінкор в склад флоту здійснювалися неодноразово. 7 січня 1926 року лінкор, який ремонтувався в Балтійському заводі, отримав нове ім'я «Михайло Фрунзе» (рос. Михаил Фрунзе) на честь одного з воєначальників Червоної Армії під час Громадянської війни Михайла Васильовича Фрунзе. Однак ремонт був призупинений 26 лютого через брак коштів.
Наступна невдала спроба відновлення корабля з «малою модернізацією» відбулася в 1927–1928 роках. В 1930 році висувалися пропозиції вводу корабля як плавбатареї або добудови до лінкору типу «Марат». В 1931-му — про його переробку в трьохбаштовий лінійний крейсер. В 1935-му — в плавучу батарею.
Врешті-решт, 9 липня 1939 року Головна Військова Рада ВМФ остаточно визнала відновлення «Фрунзе» недоцільним і постановила демонтувати обладнання, що залишилося, на запасні частини для лінкорів типу «Марат». Корпус планувалося вивести в море і встановити на банку для використання як мішені. В 1941 році корпус був зданий у Відділ фондового майна для розбирання на метал, і початок війни застав його в Вугільної гавані Ленінградського порту. Остаточно корпус корабля був розібраний в 1946 році.

### Залізобетонний «лінкор»
В 1949 році, перед будівельниками Чорноморського флоту було поставлено завдання відбудувати головну базу ЧФ Севастополь. Між іншим відновленню підлягав форт «Максим Горький — 1» — бронебаштова батарея № 30 в районі селища Любимівка. В 1952 році в ході відновлення і модернізації 30-ї батареї, на ній було встановлено дві 305-мм гарматні башти головного калібру з «Полтави». Трьохгарматні башти були оснащені маскувальними сітками і тепловим захистом. Згідно зі специфікацією, 30-та берегова батарея досі здатна витримати 10-годинну хімічну атаку, бомбардування 2000-кілограмовими фугасами, повітряний ядерний вибух.